# Zak Starkey
Zak Richard Starkey (Londra, 13 settembre 1965) è un batterista britannico.
Figlio di Ringo Starr (Richard Starkey), batterista dei Beatles, e di Maureen Cox, Zak Starkey ha lavorato, tra gli altri, con Oasis, Icicle Works, Waterboys, Johnny Marr and the Hearles, ASAP, Lightning Seeds e Who.

## Biografia

### Infanzia e gioventù
Figlio di Richard Starkey e Maureen Cox, Zak Starkey nacque il 13 settembre 1965 al Queen Charlotte's Maternity Hospital di Londra. "Zak è un bel nome e soprattutto non può essere abbreviato", disse il padre riguardo alla scelta del nome del figlio.
Verso l'età di otto anni il piccolo Starkey ricevette la sua prima batteria dal padre e, da questo momento, iniziò a sviluppare grande interesse per la musica. Intanto i suoi genitori avevano divorziato, e Zak passò gran parte dell'infanzia con Keith Moon, ai tempi batterista degli Who e grande amico di Ringo Starr. «Moon è stato molto vicino a me in quegli anni, mentre mio padre era sempre in giro per Montecarlo o da qualche altra parte», ha raccontato recentemente Zak in un'intervista. Lo stesso batterista degli Who ebbe il merito di avviarlo alla carriera di batterista. Pare infatti che Zak, sotto consiglio di Moon, abbia imparato a suonare la batteria indossando un paio di cuffie e suonando sopra una canzone.
A dodici anni formò con un gruppetto di amici la sua prima band, i "Next", con cui si esibiva qualche volta nei pub locali. Per esercitarsi, il gruppo usufruiva degli studi musicali del padre, gli Startling Studios. Successivamente la band cambiò nome in "Face" senza tuttavia riuscire ad ottenere un contratto discografico.
Nel 1985 Zak sposò Sara Menikides e il 7 settembre dello stesso anno, una settimana esatta prima del suo compleanno, diventò padre di Tatia Jayne Starkey, rendendo così suo padre Ringo Starr il primo nonno dei Beatles. Alla gioia della paternità si affiancò però, qualche anno dopo, un grave lutto familiare. Il 30 dicembre 1994, infatti, la madre di Zak morì di leucemia, nonostante un trapianto di midollo offerto dal figlio stesso.
Il 14 agosto 2016 la figlia Tatia dà alla luce il suo primo figlio chiamato Stone Zakomo Low, nato dalla relazione tra lei e Adam Low, rendendo Zak nonno per la prima volta e di conseguenza Ringo Starr bisnonno.

### Carriera internazionale con i The Who e gli Oasis

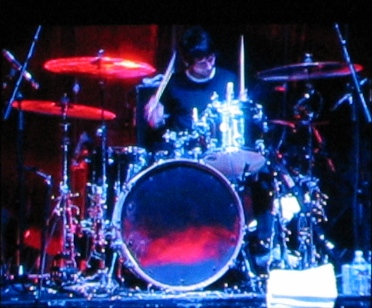
Zak Starkey durante un concerto degli Oasis in California

Nel 1995 Starkey lasciò i Face per seguire il sogno di diventare un membro degli Who. Il sogno diventa realtà nel 1996, quando fu arruolato per il Quadrophenia Tour degli Who, che lo apostrofano come il miglior batterista dai tempi di Keith Moon.
Ha suonato per una canzone nel nuovo album Endless Wire e per quattro tracce pubblicate nel 2004 in The Who: Then and Now. Non ha potuto partecipare alla registrazione dell'EP Wire & Glass in quanto impegnato in tour con gli Oasis.
Starkey entrò a far parte degli Oasis nel 2004, prendendo il posto di Alan White. Esordì dal vivo il 23 giugno 2004 alla Lighthouse di Poole, dove gli Oasis si esibirono come preparazione alla performance al Festival di Glastonbury. Starkey registrò le parti di batteria per l'album Don't Believe the Truth (2005) e Dig Out Your Soul (2008) e prese parte a tutti i concerti che la band tenne dal 2004 al 2007. Non essendo un membro ufficiale, non prese mai parte ad attività promozionali come interviste o set fotografici.

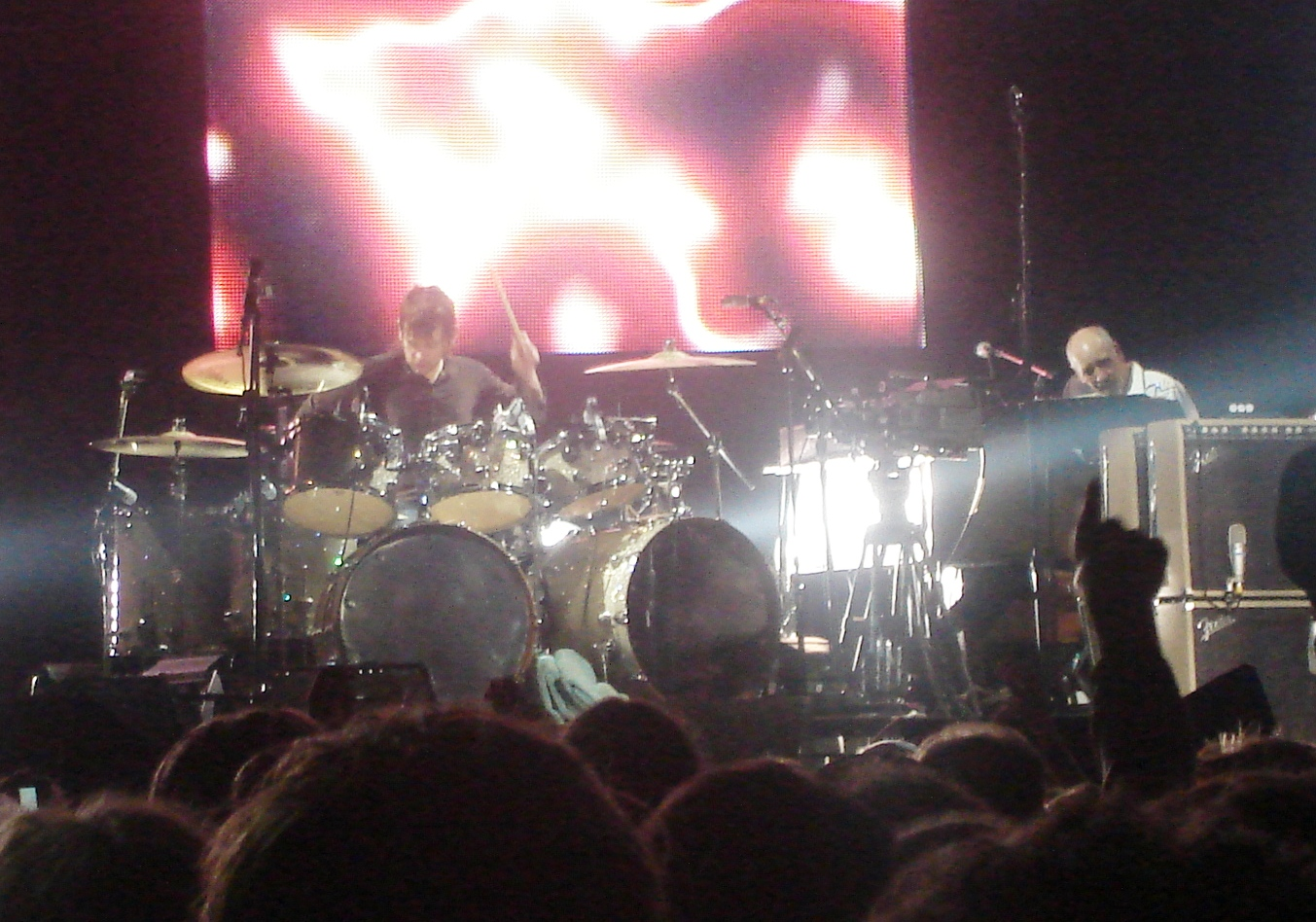
Zak Starkey in concerto con The Who

Verso la fine del tour del 2006 Noel Gallagher disse di aver invitato Starkey a diventare un componente ufficiale della band, ma questi rifiutò a causa degli impegni presi con gli Who fino al 2007.
Il 14 giugno 2007 Zak ritornò a suonare con gli Oasis. A rivelarlo fu proprio Pete Townshend, chitarrista e compositore della storica band londinese degli Who, in una intervista per Launch Radio. L'intervistatore gli chiese se Zak sarebbe diventato a tutti gli effetti il batterista degli Who e Pete rispose: "Siamo grandi amici, gli vogliamo bene, a lui piace molto suonare con noi, però è un giovane che sente di poter lavorare molto più di me e di Roger. È uno spirito libero e tornerà anche a lavorare con gli Oasis già adesso nel 2007 e durante l'anno prossimo andrà in tour".
Il 12 maggio 2008 Starkey, a causa di svariate incongruenze tra i progetti degli Who e quelli degli Oasis, lasciò il gruppo dei fratelli Gallagher per dedicarsi a tempo pieno all'attività con la band di Daltrey e Townshend. Non partecipò, dunque al Dig Out Your Soul Tour.
Il 7 febbraio 2010 fu sul palco insieme agli Who in occasione dell'esibizione al Super Bowl al Sun Life Stadium di Miami e il 30 marzo si unì al resto della band, che eseguì Quadrophenia alla Royal Albert Hall per sostenere la causa del Teenage Cancer Trust.
Il 7 luglio 2010 ha suonato alla Radio City Music Hall di New York City per celebrare il 70º compleanno del padre. Ha eseguito "With a Little Help from my Friends" e "Give Peace a Chance" insieme al padre, a Yoko Ono, Nils Lofgren, Little Steven e Jeff Lynne.
Come guest star ha suonato svariate volte con i Red Hot Chili Peppers.
Il 12 agosto 2012 suonò con gli Who allo Stadio Olimpico di Londra in occasione della cerimonia di chiusura delle Olimpiadi 2012. Il 12 dicembre fu sul palco del Concert for Sandy Relief.
Nel 2012-2013 ha preso parte al tour di Quadrophenia and More ma il 5 febbraio 2013 ha dovuto lasciare momentaneamente la band a causa di una tendinite. Fu rimpiazzato da Scott Devours, che compare al posto di Starkey nell'album dal vivo Quadrophenia Live in London.
Nel 2015 partecipa al tour The Who turns 50 in Nord America.

## Discografia
- Artists United Against Apartheid – Sun City (1985)
- Roger Daltrey – Under a Raging Moon (1985)
- Eddie Hardin – Wind in the Willows (1985)
- Mike d'Abo – Indestructable (1987)
- ASAP – Silver and Gold (1989)
- Pete York – Super Drumming II (1989)
- Ringo Starr – Ringo Starr and His All-Starr Band (1990)
- Tony Martin – Back Where I Belong (1992)
- Robert Hart – Robert Hart (1992)
- Eikichi Yazawa - Anytime Woman(1992)
- The Semantics – Powerbill (1996)
- John Entwistle – The Rock (1996)
- Simon Townshend – Among Us (1996)
- Eddie Hardin – Wizard's Convention, Vol. 2 (1997)
- The Lightning Seeds – Tilt (1999)
- Sasha – Surfin' on a Backbeat (2001)
- Johnny Marr and the Healers – Boomslang (2003)
- The Who – Then and Now (2004)
- Oasis – Don't Believe the Truth (2005)
- The Who – Endless Wire (2006)
- Broken English – The Rough with the Smooth (2007)
- Oasis – Dig Out Your Soul (2008)